# Manjinski stres
Manjinski stres je oblik hroničnog stresa izazvan predrasudama, nedostatkom socijalne podrške, diskriminacijom, i drugim faktorima koje doživljavaju članovi stigmatiziranih manjinskih grupa.. 
I u 21. veku, živimo u društvu u kome manjinski stres proizlazi iz toga što manjine ne uživaju jednaka prava kao i većina, jer se stavlja velik naglasak na normativnost i ono što se smatra društveno prihvatljivim, dok se svaka različitost i odstupanje od toga osuđuje. Tako su nastale mnoge manjinske grupe čiji se pripadnici svakodnevno suočavaju sa diskriminacijom, predrasudama i
stigmatizacijom. Razni oblici nasilja poput verbalnog zlostavljanja, fizičkog i seksualnog nasilja te uznemiravanja prisutni su već u vrtiću, a nastavljaju biti prisutni i u osnovnoj i srednjoj školi, fakultetima i univerzitetima, ali i na radnom mestu, što dovodi do pojave manjinskog stresa.
Kod ovog oblika stresa radi se o poremećaju mentalnog zdravlja povezanom sa društveno određenim podređenim statusom i onemogućenim pristupom legitimnim društvenim i ekonomskim prilikama na osnovu pripadanja određenoj društvenoj kategoriji. Spomenuti položaj manjina u društvu dovodi do veće količine stresnih događaja (npr diskriminacije, uznemiravanja, nasilja), koja dalje vode ka smanjenom samopouzdanju i osjećaju nesigurnosti i fiziološkom i psihološkom iskustvu stresa. U uslovima diskriminacija, očekivanja odbacivanja i automatska aktivacija stereotipa direktno i indirektno (putem pretnje po lični i socijalni identitet osobe) utiču na opštr blagostanje stigmatiziranih pojedinaca. Tako su, npr. negativniuuticaji stigmatizacijskih stresora potvrđeni u slučaju stigme koja se zasniva na nacionalnoj, polnoj i/ili rasnoj, pripadnosti, religiji, AIDS-u i drugim hroničnim bolestima.

## Osnovne karakteristike
Razvijajući koncept manjinskog stresa, nauka je jedinstvena u stavu da je manjinski stres;
- Univerzalan — što znači da je aditivan generalnim stresorima kojima su svi ljudi izloženi, i samim time od stigmatizovane osobe zahteva adaptaciju i kontrolu preko one koju trebaju imati slični pojedinci koji nisu stigmatizirani;
- Hroničan — jer je povezan sa relativno stabilnim sociološkim i kulturalnim strukturama;
- Socijalno zanovan — jer proizlazi iz socijalnih procesa, institucija i struktura iznad pojedinca u odnosu na sam položaj pojedinca koju karakterišu generalni stresori ili biološki i genetski ili druge nesociološke karakteristike osobe ili grupe.[5]

## Model manjinskog stresa
Ovaj model stresa koji počiva na pretpostavkama da je manjinski stres jedinstven, društveno uslovljen i hroničan, razvijen je, ne tako nedavno u okvirima istraživanja psihičkog zdravlja, kao pokušaj da se objasni uticaj najobičnijih slučajeva diskriminacije na živote ljudi i opiše delovanje stresa kod stigmatizovanih grupa.
Diskriminacija na poslu, pri pronalaženju stana, kod lekara ili zbog same činjenice da ne delimo jednaka prava s heteroseksualnom većinom… sve su to više ili manje važne životne situacije koje skupljaju osećaj nezadovoljstva tokom životnog veka kod određenih populacija.
Procesi manjinskog stresa kreću se od distalnih, odnosno objektivnih događaja i uslova, do proksimalnih koji su subjektivni i povezani sa identitetom osobe, gde određene karakteristike identiteta poput istaknutosti, valencije i integracije identiteta, mogu biti važne za razumevanje delovanja manjinskog stresa s obzirom da mogu ili prenaglasiti ili ublažiti efekte stresa na zdravlje.

## Uticaj na zdravlje
Mnoga istraživanja govore u prilog negativnim uticaju stresa na fizičko i psihičko zdravlje pripadnika manjinskih grupa. Manjinski stres uslovljava nastanak raznih problema fizičkog zdravlja, od problema kardiovaskularnog i imunološkog sistema do velike verovatnoće razvoja invaliditeta.
Brojni psihički problemi poput depresije, anksioznih poremećaja, poremećaja prilagođavanja i somatizacije otkrivaju se u mnogim istraživanjima. Nadalje, npr kod transrodnih osoba pronađene su izrazito visoke stope razmišljanja i pokušaja samoubistava u odnosu na opštu populaciju. 
Zbog velikog broja negativnih posledica manjinskog stresa na zdravlje, strategije suočavanja i zaštitni faktori postaju izrazito važni za takve osobe. Socijalna podrška, samoprihvaćanje, osećaj ponosa vlastitog identiteta i integracija manjinskog identiteta deluju pozitivno i ublažavaju efekte manjinskog stresa.
Takođe socijalna podrška, samoprihvatanje, osećaj ponosa vlastitog identiteta i integracija manjinskog identiteta deluju pozitivno i ublažava efekte manjinskog stresa. Dok, neke strategije suočavanja poput npr. skrivanja vlastitog transrodnog identiteta mogu delovati negativno i izazvati dodatan stres. 
Na kraju, zaštitni faktori i strategije suočavanja pomažu osobama manjinskioh grupa da se nose sa društvom koje ih u velikoj meri diskriminsalo kao i stresom koji nastaje na osnbovu takve diskriminacije.

## Spoljašnje veze
|  | Molimo Vas, obratite pažnju na važno upozorenje u vezi sa temama iz oblasti medicine (zdravlja). |